# Enjoy Illinois 300
L'Enjoy Illinois 300 est une course automobile américaine réservée aux voitures de type stock-car, organisée par la NASCAR et comptant pour le championnat de la NASCAR Cup Series.
Il se déroule sur le circuit World Wide Technology Raceway at Gateway (anciennement Gateway Motorsports Park) situé à Madison dans l'Illinois aux États-Unis et 
La première édition a lieu le 5 juin 2022. Cette course remplace au calendrier le Pocono Organics CBD 325, une des deux courses de Cup Series organisées sur le Pocono Raceway.
Le Toyota 200 presented by CK Power, une course de NASCAR Camping World Truck Series, s'y déroule au cours du même weekend.
Le circuit d'une longueur de 1,250 milles (2,012 km) est de type superspeedway de forme ovale possède un revêtement en asphalte.
Il compte quatre virages avec une inclinaison de 11° dans les 1er et 2e virages et de 9° dans les 3e et 4e virages.

## Histoire
Le 21 août 2021, Adam Stern de l'American City Business Journals annonce que la NASCAR envisageait une course de Cup series sur le circuit de Madison en 2022.
Le 8 septembre, il confirme que le circuit sera présent au calendrier de la Cup Series 2022 en remplacement  d'une des deux courses disputées sur le Pocono Raceway. 
Le calendrier 2022 est officiellement présenté le 15 septembre 2021. La course du Gateway est fixée au dimanche 5 juin. 
Longue de 300 miles, elle compte 240 tours. La longueur est segments pour cette course de Cup Series est de chronologiquement de 45, 95 et 100 tours. La course de 2022 a été la première course de Cup Series sur le circuit et également la première course sur ce circuit disputée avec des voitures de nouvelle génération (Next Gen car (en)).

## Palmarès
| Année | Date   | No | Pilote         | Écurie                   | Châssis      | Distance course | Distance course       | Temps course    | Vitesse moyenne             | Réf.  |
| ----- | ------ | -- | -------------- | ------------------------ | ------------ | --------------- | --------------------- | --------------- | --------------------------- | ----- |
| Année | Date   | No | Pilote         | Écurie                   | Châssis      | Tours           | Miles / km            | Temps course    | Vitesse moyenne             | Réf.  |
| 2022  | 5 juin | 22 | Joey Logano    | Team Penske              | Ford Mustang | 245 *           | 306,25 mi / 492,86 km | 3 h 07 min 34 s | 97,965 mi/h / 157,659 km/h  | [ 7 ] |
| 2023  | 4 juin | 8  | Kyle Busch     | Richard Childress Racing | Chevrolet    | 243 *           | 303,75 mi / 488,84 km | 3 h 28 min 16 s | 87,508 mi/h / 140,83 km/h   | [ 8 ] |
| 2024  | 2 juin | 2  | Austin Cindric | Team Penske              | Ford         | 240             | 300 mi / 482,8 km     | 2 h 48 min 3 s  | 133,889 mi/h / 215,473 km/h | [ 9 ] |

Notes :
* 2022 : Course terminée en prolongation à la suite d'un drapeau jaune lors des derniers tours.

## Pilotes
| Nbr. Vict. | Pilote         | Année |
| ---------- | -------------- | ----- |
| 1          | Kyle Busch     | 2023  |
| 1          | Austin Cindric | 2024  |
| 1          | Joey Logano    | 2022  |

## Écuries
| Nbr. Vict. | Écurie                   | Année      |
| ---------- | ------------------------ | ---------- |
| 2          | Team Penske              | 2022, 2024 |
| 1          | Richard Childress Racing | 2023       |

## Manufacturiers
| Nbr. Vict. | Manufacturier | Année      |
| ---------- | ------------- | ---------- |
| 2          | Ford          | 2022, 2024 |
| 1          | Chevrolet     | 2023       |

## Logo de la course

Logo de 2022.